# Tălișoara
 Tălișoara (węg. Olasztelek) – wieś w Rumunii, w okręgu Covasna, w gminie Brăduț. W 2011 roku liczyła 721 mieszkańców.